# ジョン・スノウ (医師)
ジョン・スノウ（ジョン・スノー、John Snow、1813年3月15日 - 1858年6月16日）は、イギリスの医師で、麻酔と公衆衛生の発展の先駆者である。
1854年ロンドンのソーホー地区で起きたコレラ流行原因を追跡したことで、現代の疫学の創始者の一人と考えられている。オックスフォード大学の研究者は、スノウの調査結果が麻酔の採用とロンドンの上下水道システムの根本的な変化を促し、他の都市でも同様の変化をもたらし、世界一般の公衆衛生の大幅な改善につながったと述べている。

## 幼少期と教育
スノウは1813年3月15日にイギリスのヨークのノース・ストリートの家で、ウィリアム(William)とフランシス(Frances)の間にスノウ家の9人の子供の長子として生まれ、オール・セインツ教会で洗礼を受けた。彼の父親は、ヨークシャー炭田からのはしけが絶えず埋め尽くすウーズ川沿いの地元の炭田で働く労働者だったが、後にヨーク北部の小さな村で農民になった。
近所は市内で最も貧しい地域の1つで、ウーズ川に近いために頻繁に洪水の危険にさらされていた。成長したスノウは、故郷で不衛生な状態と公害汚染を経験した。ほとんどの道路は不衛生で、川は市場広場と墓地からの流出水、下水で汚染されていた。

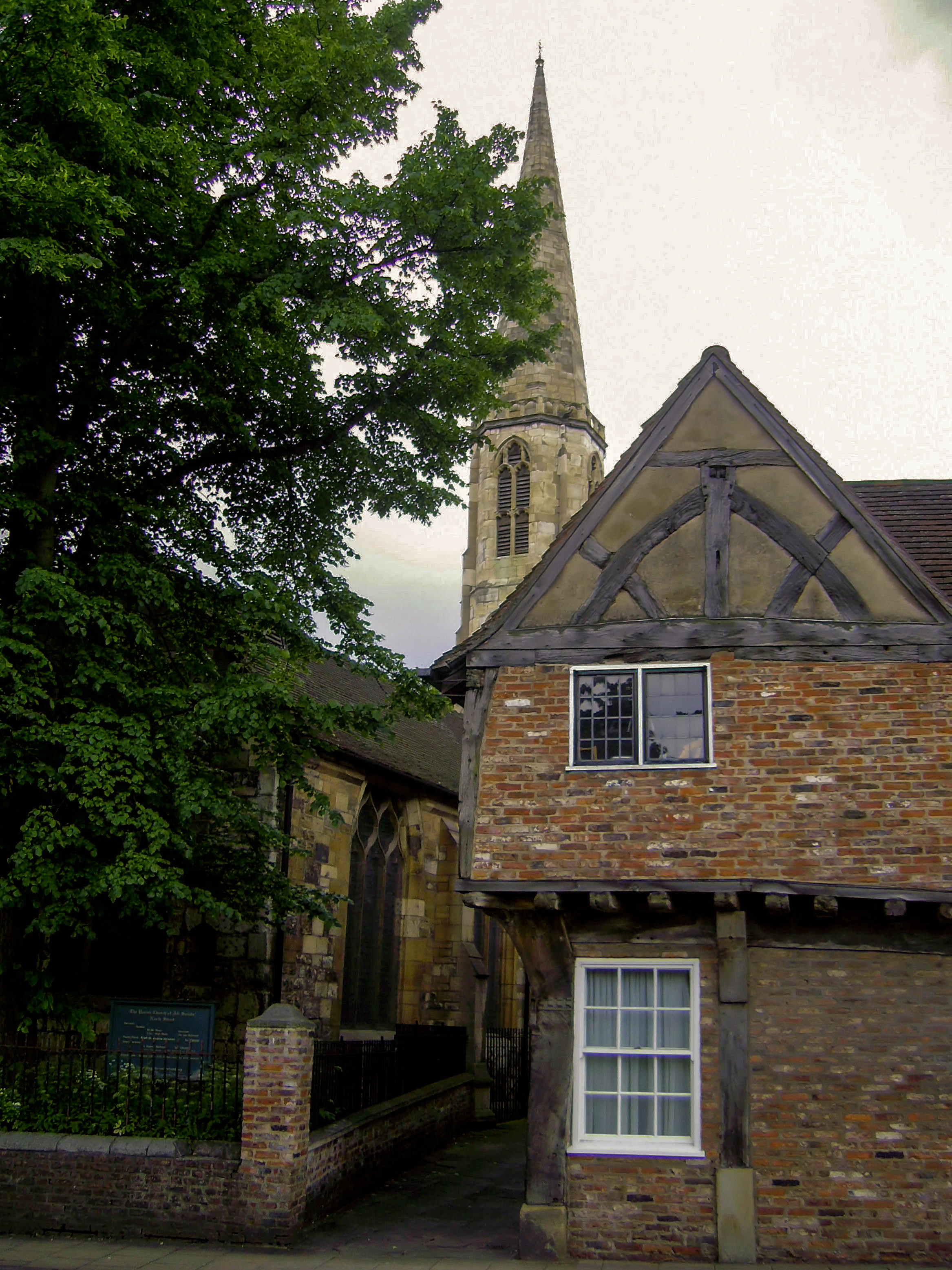
スノウが洗礼を受けたオール・セインツ教会

スノウは幼い頃から数学の才能を示した。1827年、彼が14歳のときに、ニューカッスル・アポン・タイン地域でウィリアム・ハードキャッスルのもとで医学の見習いとなった。外科と薬学の見習いをしていた1832年に、炭鉱の村キリングワースでコレラの流行に初めて遭遇した。スノウはこの病気の犠牲者の多くを治療し、経験を積んだ。やがて絶対禁酒主義に転じ、1835年には禁酒の誓約書に署名して禁酒を特徴とする生活を送るようになった。また、菜食主義者でもあり、「純粋な」蒸留水のみを飲もうとした。1832年から1835年の間、スノウは炭鉱の外科医の助手として、最初はダラム州バーノップフィールドで、次にウェスト・ライディング・オブ・ヨークシャーのペイトリー・ブリッジで働いた。1836年10月にロンドンのグレート・ウィンドミル・ストリートにあるハンター医学校に入学した。

## 経歴
1830年代、スノウはニューカッスル病院で外科医トマス・マイケル・グリーンハウの同僚となった。外科医たちは協力してイングランドでのコレラ流行の研究を行っており、両者も長年にわたって研究を続けていた。
1837年、スノウはウェストミンスター病院で働き始めた。1838年5月2日にイギリス王立外科医師会に会員として入会し、1844年12月にロンドン大学を卒業し、1850年に王立内科医協会に入会した。スノウは、1849年のコレラの流行に対応して1850年5月に結成されたロンドン疫学会の創設メンバーだった。1856年までに、スノウとグリーンハウの甥エドワード・ヘッドラム・グリーンハウは、この「恐ろしい惨劇、コレラ」について議論を行った、学会で一握りの尊敬される医学者だった。
1857年、スノウはパンフレット『くる病の原因としてのパンへの異物混入について(On the adulteration of bread as a cause of rickets)』で初期の疫学でしばしば見過ごされてきた貢献をした。

## 麻酔
ジョン・スノウは、患者が苦痛や痛みを感じることなく外科的および産科的処置を受けることができるように、エーテルとクロロホルムを外科麻酔薬として使用するための投与量を研究および計算した最初の医師の1人である。彼は、エーテルを患者に安全に投与する装置を設計し、クロロホルムを投与するマスクも設計した。彼はまだナイトの称号を得ていなかったが、ビクトリア女王が彼女は9人の子供のうち最後の2人、1853年にレオポルドと1857年にベアトリスを出産した際に直接クロロホルムを投与したため、産科麻酔のより広い社会的受容につながった。スノウは1847年にエーテルについての論文『エーテルの蒸気の吸入について(On the Inhalation of the Vapor of Ether)』を発表した。『クロロホルムとその他の麻酔薬とその作用と投与について(On Chloroform and Other Anaesthetics and Their Action and Administration)』と題された長編版が死後の1858年に出版された。
1843年ロンドン大学で学士号、1844年同MDを取得。以後、ソーホーのフリス・ストリート54番地で外科医兼総合診療医として開業した。ジョン・スノウは麻酔科学を含む幅広い医学的懸念に貢献した。臨床および科学的デモンストレーションを専門とする組織であるウェストミンスター医学会の会員だった。スノウは、彼の科学的アイデアの多くを実験し、追求しながら、名声と認知を獲得した。学会の会議で何度も講演し、論文も書いて発表した。特に呼吸器疾患の患者に興味を持ち、動物実験で仮説を検証した。1841年に「窒息について、そして死産児の蘇生について(On Asphyxiation, and on the Resuscitation of Still-Born Children)」という論文を書いた。これは、新生児の呼吸、酸素消費、体温変化の影響に関する彼の生理学的発見について論じたものである。したがって、彼の麻酔と呼吸への関心は1841年から明らかであり、1843年から呼吸への影響を見るためにエーテルの実験をした。エーテルがイギリスに導入されてからわずか1年後の1847年に彼は「エーテルの蒸気の吸入について(On the Inhalation of the Vapor of Ether)」と題した、エーテルの使用の手引きとなる短い論文を出版した。同時に、麻酔の臨床経験を報告する様々な論文に取り組み、反応、手順、実験に注目した。
彼は麻酔薬としてエーテルを徹底的に研究したが、特許を取ろうとはしなかった。その代わりに、自分の観察と研究に関する著作を執筆し発表し続けた。エーテルが導入されてから2年以内にスノウはイギリスで最も熟練した麻酔科医となった。ロンドンの主な外科医たちは急に彼の助けを求めるようになった。
ジョン・スノウは、エーテルと同じくらいクロロホルムも研究した。エーテルは、1847年にスコットランドの産科医ジェームズ・ヤング・シンプソンによって導入された。彼はクロロホルムがはるかに強力であり、それを投与する際により多くの注意と正確さを必要とすることに気付いた。スノウがこのことに最初に気づいたのは、15歳の患者ハンナ・グリーナー(Hannah Greener)が足の爪を切る手術を受けた後、1848年1月28日に死亡したときだった。彼女は、クロロホルムに浸した布で顔を覆って投与された。しかし、すぐに脈を失い死亡した。彼女の死とそれに続く数人の死を調査した後、クロロホルムを慎重に投与しなければならないことに気付き、ザ・ランセットへの書簡で結果を公表した。

### 産科麻酔
スノウの仕事と発見は、麻酔と出産の実践の両方に関連していた。彼の産科患者に関する経験は広範であり、患者を治療するためにエーテル、アミレン、クロロホルムなどの種々の物質を使用した。しかし、クロロホルムが最も投与しやすい薬剤だった。彼は77人の産科患者をクロロホルムで麻酔した。彼はクロロホルムを分娩第2期に適用し、患者を完全に眠らせることなく量を制御した。患者が赤ちゃんを出産すると、彼らは収縮の前半を感じるだけで無意識の境界にいるが、完全にそこにいるわけではない。麻酔薬の投与について、スノウは外科医以外の人物が使用した方が安全だと信じていた。
出産時の麻酔薬としてのクロロホルムの使用は、多くの医師やイングランド教会でさえ非倫理的だと見なしていた。しかし、1853年4月7日、ヴィクトリア女王は8人目の子供の出産中にジョン・スノウにクロロホルムを投与するように頼んだ。その3年後の娘の出産でも投与した。産科麻酔は19世紀以降、医学的・宗教的に受け入れられるようになった。

## コレラ
コレラや腺ペストなどの病気は汚染や有害な「悪臭」によって引き起こされるという主張で当時支配的な瘴気説に、スノウは懐疑的だった。病原体説はまだ提唱されていなかったので、スノウは病気が伝染する仕組みを理解していなかった。証拠の観察から、瘴気説を軽視するようになった。彼は最初に1849年のエッセイ「コレラのコミュニケーションのモードについて」を発表し、1855年に1854年のソーホー流行における給水の役割の調査結果を取り入れたより詳細な論文を発表した。
（ヘンリー・ホワイトヘッド師の助けを借りて）地域住民と話をすることで、彼は流行の原因がブロード・ストリート（現在のブロードウィック・ストリート）の公共給水ポンプであることを特定した。スノウがブロード・ストリートのポンプから採取した水のサンプルを顕微鏡で化学的に検査したところ、その危険性が決定的に証明されたわけではなかったが、病気のパターンに関するスノウの研究は説得力があり、地元議会を説得して、井戸のポンプのハンドル（圧力ロッド）を外してポンプを停止させた。この行動が流行を終わらせたと一般に信じられているが、スノウはすでに急速に流行が収束しているかもしれないと観察した。
先に述べたように、集団発生のすぐ後に始まった人口の離散によって死亡率がかなり低下したことは間違いない。しかし、水の使用が停止される前に発病は減少していたので、井戸がまだコレラの毒を活性状態で含んでいるかどうか、あるいは何らかの原因で水からコレラの毒がなくなったかどうかを決定することは不可能であった:51–52。

1854年のロンドンの流行におけるコレラ症例のクラスターを示すジョン・スノウによる元図を、チャールズ・チェフィンズが描き、石版印刷した地図。

スノウは後にドットマップを使ってポンプの周辺のコレラ患者群を図示した。また、水源の水質とコレラ患者の関係を示すために統計を用いた。彼は、サザーク・アンド・ヴォクソール水道会社がテムズ川の下水で汚染された区域から取水して家庭に供給したことでコレラの発生が増加していることを示した。スノウの研究は、公衆衛生と地理学の歴史において大きな出来事だった。これは疫学上の最初の出来事とみなされている。
現場に向かうと、ほとんどすべての死亡が（ブロード・ストリートの）ポンプから近いところで起きていたことに気づいた。別の街路ポンプに明らかに近い家では10人しか死亡しなかった。これらの例のうち5例で死亡者の家族は、近くのポンプよりもブロード・ストリートのポンプの水が好きなので、いつも送られてくると私に言った。他の三つの事例では、死亡者はブロード・ストリートのポンプの近くの学校に通っていた子供たちだった...

ポンプのある地域で起きた死亡について死者がブロード・ストリートのポンプ水を絶えずまたは時々飲んでいたと私が聞いたのは61例だった...
調査の結果、ロンドンのこの地域では上に述べた井戸のポンプの水を飲む習慣のある人以外にコレラの特別な発生や流行は無かった。

私は今月7日（9月7日）の夜、聖ジェームズ教区のガーディアン紙からインタビューを受け、上記の状況を伝えた。私の発言の結果、ポンプのハンドルは翌日取り外された。—ジョン・スノウ、Medical Times and Gazetteの編集者への手紙

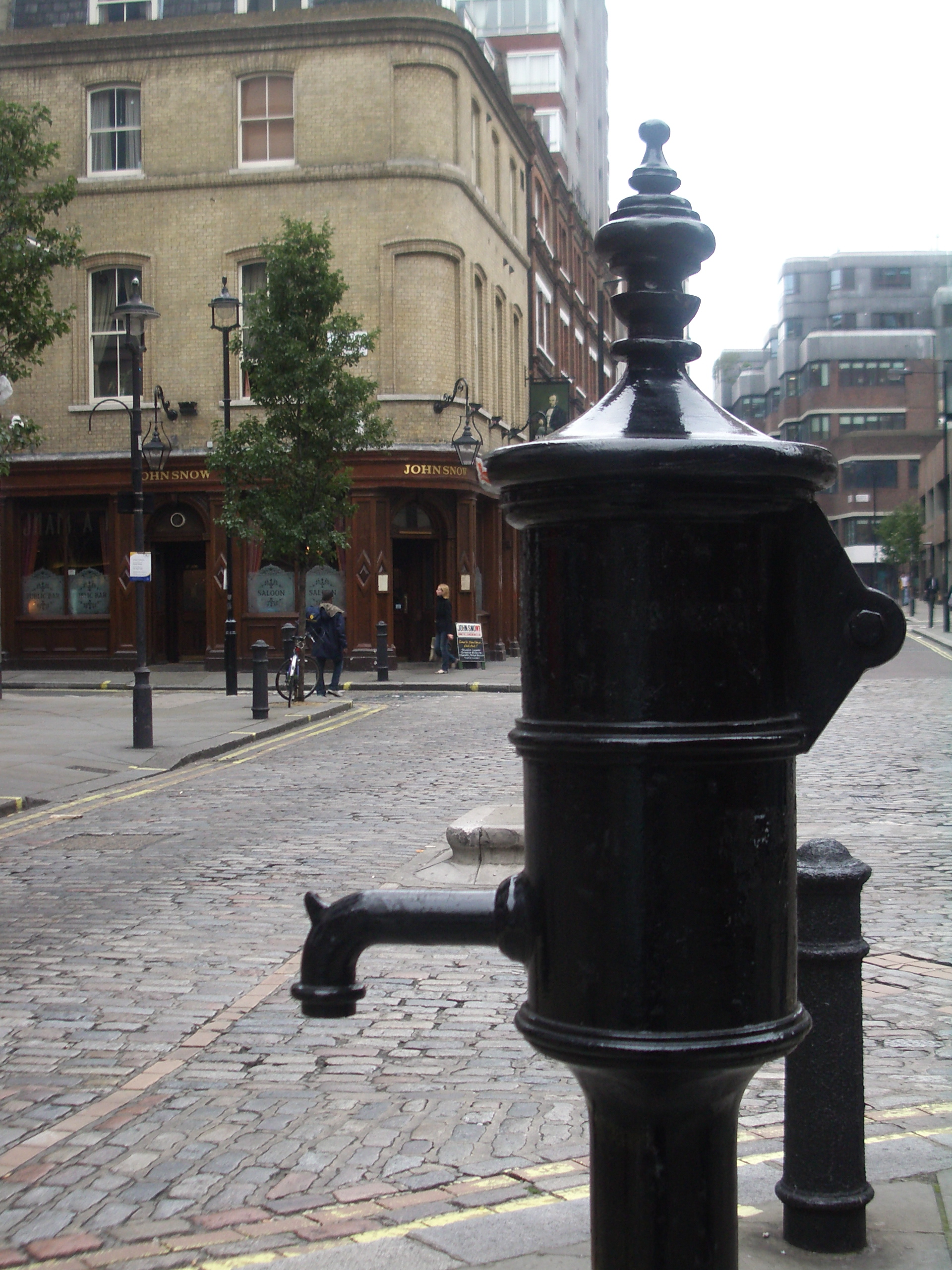
ソーホーのブロードウィック・ストリートにあるジョン・スノウ記念館とパブ

その後、研究者たちはこの公共の井戸が、糞便細菌が漏れ始めていた古い汚水溜めからわずか3フィート (0.91 m)掘られただけであることを発見した。別の感染源からコレラにかかった赤ちゃんのおむつがこの汚水溜めに洗い流されていた。その開口部はもともと近くの家の下にあったが、家は火事に遭い遠く離れたところで再建された。市は通りを広げ、汚水溜めはなくなった。当時、一般的にほとんどの家の下に汚水溜めがあった。ほとんどの家庭は、下水が土壌に分解するよりも早く汚水が充満するのを防ぐために、生の下水を集めてテムズ川に捨てようとした。
トマス・シャプターは同様の研究を実施し、ジョン・スノウの7年前にエクセターでコレラの研究にポイントベースの地図を使用したが、これでは後に責任があると考えられた給水問題を特定できなかった。

### 政治的論争
コレラの流行が収まった後、政府当局はブロード・ストリートのポンプのハンドルを交換した。彼らは住民が受けた緊急の脅威にのみ反応し、その後スノウの理論を拒絶した。彼の提案を受け入れるということは、病気の糞口経路での伝染を間接的に受け入れることを意味し、大部分の人々が考えるにはあまりにも不快だった。
スノウの主な反対者の一人だったウィリアム・ファーが、ブロムリー・バイ・ボウで別のコレラの流行を調査する際に彼の診断の有効性に気づき、沸騰していない水を飲まないように即座に命令を出したのは、1866年のことだった。
ファーは、汚染された水がどのようにコレラを広げたかについてのスノウの説明を否定したが、水が病気の広がりに役割を果たしたことを認めた。実際、ファーが収集した統計データの一部は、ジョン・スノウの見解を促進するのに役立った。
公衆衛生当局は、改革者がしばしば巻き込まれてきた政治的闘争を認識している。イギリスのポンプのハンドルの年次講演会では、ジョン・スノウ協会のメンバーが公衆衛生の進歩に向けた継続的な課題を象徴して、ポンプのハンドルを取り外し交換している。

## 私生活
スノウは17歳で菜食主義者になり、後に絶対禁酒主義者になった。野菜に乳製品と卵を補うことで、卵乳菜食を取り入れた。肉食の友人よりも水泳に秀でるほど健康だったという。後に動物性の食品を完全に排除するヴィーガンになった。1840年代半ばには健康が悪化し、ヴィーガン食が原因と考えられる腎障害を患い、医師の薦めにより動物性の食品とワインも摂るようになった。水を飲む時は可能なかぎり蒸留させた純水を選んだ。生涯未婚だった。
大学卒業後の1844年に結核を患ったが空気のよい場所で療養して回復した。
1830年、スノウは禁酒運動に参加した。1845年、ヨーク禁酒協会の会員になった。健康が衰えた後、消化を助けるためにワインを少量飲むようになったのは1845年になってからだった。
スノウは、1852年から1858年に亡くなるまで、ロンドンのサックヴィル・ストリート18番に住んでいた
ロンドンの医院で働いていた1858年6月10日、当時45歳でスノウは脳卒中で倒れ、回復せず1858年6月16日に亡くなり、ブロンプトン墓地に埋葬された。早逝は自分自身を、麻酔の実験台にすることを繰り返していたことによる悪影響が大きな原因だったのではないかと考えられている。

## 業績と栄誉

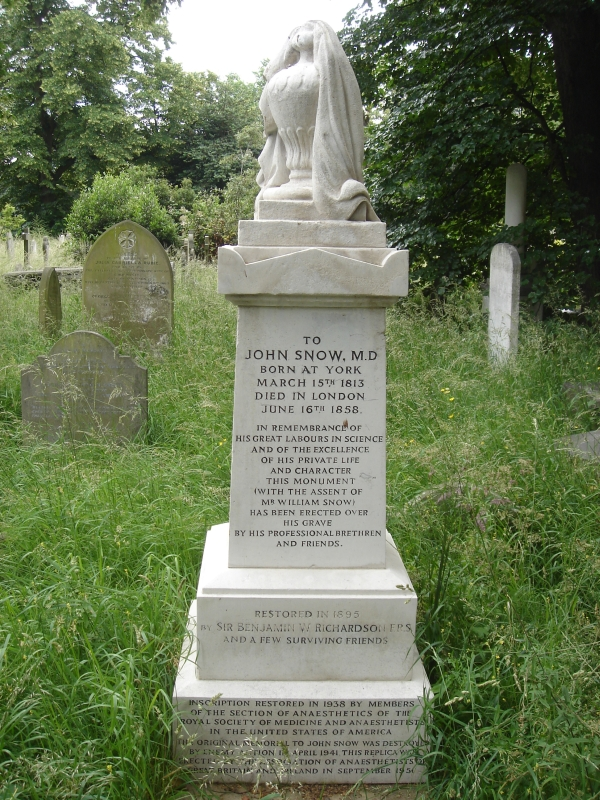
ロンドンのブロンプトン墓地にある葬儀記念碑

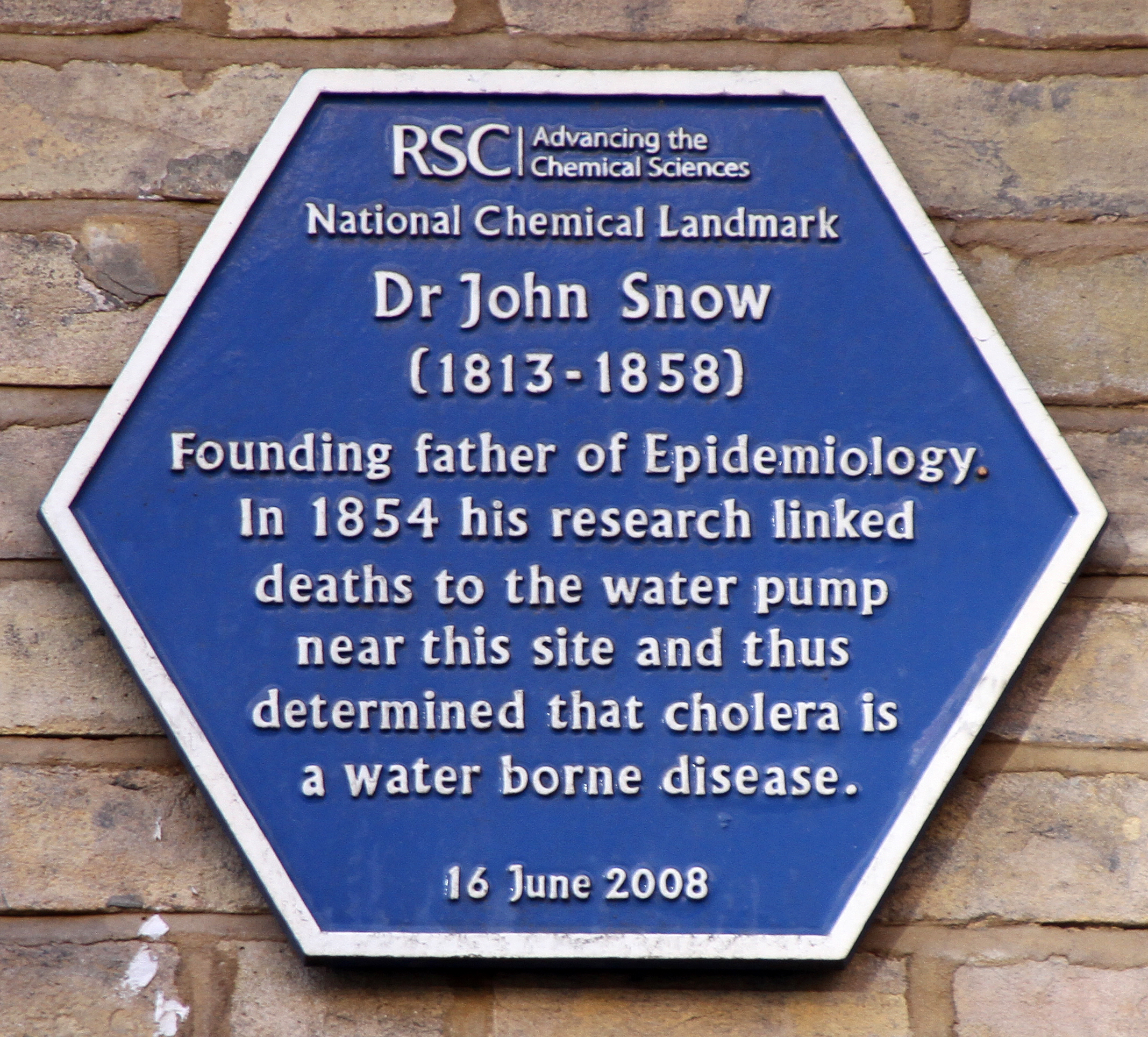
王立化学会によって建てられたブルー・プラーク

- ブロード・ストリート（現在のブロードウィック・ストリート）のウォーターポンプの場所にスノウと1854年の研究を記念するプラークがある。ハンドルが取り外された水ポンプを示している。ポンプが立っていた場所は赤い花崗岩で覆われている。
- 近くのパブは彼を称え「ジョン・スノウ」と名付けられた[39]。
- 彼の名誉にちなんで名付けられたジョン・スノウ協会はパブのジョン・スノウで定期的に会合を開いている。毎年9月に開催されるPumphandle Lectureは、現代の公衆衛生の第一人者によって毎年9月に行われる。
- ロンドンのブロンプトン墓地には記念碑が建てられている。
- ヨークのノース・ストリートのホテル、パークインの西端にあるブルー・プラークはジョン・スノウを記念している。
- 麻酔の先駆者であるジョゼフ・トマス・クローヴァー（英語版）と共に、スノウは王立麻酔医院（英語版）の紋章のサポーターの一人となっている[40]。
- イギリス・アイルランド麻酔科学会（英語版）は、麻酔科学の分野で研究を行っている医学部生に対し、奨学金ジョン・スノウ賞を授与している。
- スノウはコレラに関する1849年のエッセイでフランス学士院から賞を授与されたと報告したにもかかわらず[41]、1950年の学士院からの手紙はノミネートしか受けなかったと示している[42]。
- 1978年、公衆衛生調査・コンサルティング会社John Snow, Inc（英語版）が設立された。
- 2001年、ジョン・スノウ・カレッジ（英語版）がストックトン＝オン＝ティーズのダラム大学クイーンズ・キャンパスに設立された。
- 2009年に、プリンセス・ロイヤル殿下によってジョン・スノウレクチャーシアターがロンドン大学衛生熱帯医学大学院にオープンした。
- 2013年にザ・ランセットは、もともと1858年に発表されたスノウの簡単な死亡記事の訂正を出版した。「スノウ博士の疫学分野における目覚しい業績、特に流行性コレラの伝染様式を推論した彼の先見の明のある研究をザ・ランセットは認識していなかったと読者の一部が誤って推論したかもしれないことを当誌は認める。」[43]
- 2016年、キャサリン・タンズリーは、スノウの活動に基づいた架空の物語を、歴史小説『ブロード・ストリートの医者(The Doctor of Broad Street)』（トルバドゥールブックス）として出版した。
- 2017年、ヨーク・シビックトラストは、ジョン・スノウの生誕地近くのノース・ストリート・ガーデンズに、ハンドルを取り外したポンプ、ブルー・プラーク、解説板からなるジョン・スノウの記念碑を建てた。
- 2019年のテレビシリーズ『女王ヴィクトリア 愛に生きる』第3シーズンのエピソード『Foreign Bodies』で、ジョン・スノウはビクトリア女王と出会い（日付は言及されていないが、これは1854年に起こった）、女王の助けを借りて、地方当局がブロード・ストリートのポンプのハンドルを撤去する（1853年に出産のために女王にクロロホルムを使用したことについては言及されなかった。）。

## 日本語訳
- 『コレラの感染様式について』 山本太郎訳、岩波文庫、2022年。ISBN 9784003395011

## 関連文献
- Hempel, Sandra (2006). The Medical Detective: John Snow, Cholera, and the Mystery of the Broad Street Pump. Granta Books. ISBN 1862078424 (en)
  - サンドラ・ヘンペル『医学探偵ジョン・スノウ　コレラとブロードストリートの井戸の謎』

杉森裕樹・大神英一・平尾磨樹訳、日本評論社、2009年／新装版・大修館書店、2021年。ISBN 978-4469269079
- Johnson, Steven (2006). The Ghost Map: The Story of London's Most Terrifying Epidemic – and How it Changed Science, Cities and the Modern World. Riverhead Books. ISBN 1-59448-925-4 (en)
- Körner, T. W. (1996). The Pleasures of Counting, chapter 1. Cambridge University Press. ISBN 0-521-56823-4（en)
- Morris, Robert D. (2007). The Blue Death. HarperCollins. ISBN 0-06-073089-7 (en)
- Shapin, Steven (6 November 2006) [Electronic version]. "Sick City - Maps and mortality in the time of cholera.". The New Yorker. Retrieved 10 November 2006
- Tufte, Edward (1997). Visual Explanations, chapter 2. Graphics Press. ISBN 0-9613921-2-6 (en)
- Vinten-Johansen, Peter, et al. (2003). Cholera, Chloroform, and the Science of Medicine: A Life of John Snow. Oxford University Press. ISBN 0-19-513544-X (en)
  - ピーター・ヴィンテン＝ヨハンセン ほか『コレラ、クロロホルム、医の科学　近代疫学の創始者ジョン・スノウ』

井上栄訳、メディカル・サイエンス・インターナショナル、2019年。ISBN 978-4815701734